# Philadelphia Open Championship
O Philadelphia Open Championship  é um torneio de golfe anual disputado na região da Filadélfia, no estado da Pensilvânia. É aberto a golfistas amadores e profissionais. A organização fica por conta da Associação de Golfe da Pensilvânia. O torneio é disputado anualmente desde 1903, à exceção dos anos de guerra, nos diversos clubes de campo. Foi considerado evento do calendário oficial do PGA Tour entre 1916 e 1937.

## Campeões
- 2016 Jeff Osberg (amador)
- 2015 Brandon Matthews (amador)
- 2014 Matt Teesdale (amador)
- 2013 Brandon Matthews (amador)
- 2012 Andrew Mason
- 2011 Andrew Mason
- 2010 Michael R. Brown
- 2009 Rich Steinmetz
- 2008 Greg Pieczynski
- 2007 Mark Miller
- 2006 Dave Quinn
- 2005 Graham Dendler
- 2004 Chris Lange
- 2003 Brian Kelly
- 2002 John Appleget
- 2001 Terry Hertzog
- 2000 Brian Kelly
- 1999 Rick Osberg
- 1998 Jason Lamp
- 1997 Michael Brown
- 1996 Jim Booros
- 1995 Gene Feiger
- 1994 Stu Ingraham
- 1993 Gene Feiger
- 1992 Frank Dobbs
- 1991 Frank Dobbs
- 1990 Pete Oakley
- 1989 Pete Oakley
- 1988 James Masserio
- 1987 Jay Sigel
- 1986 Jay Sigel
- 1985 James Masserio
- 1984 Frank Dobbs
- 1983 Ed Dougherty
- 1982 Harold Perry
- 1981 Dick Hendrickson
- 1980 Jay Sigel
- 1979 Jack Connelly
- 1978 Jay Sigel
- 1977 Jay Sigel
- 1976 Tim DeBaufre
- 1975 Jay Sigel
- 1974 Joseph F. Data
- 1973 Dick Hendrickson
- 1972 Dick Hendrickson
- 1971 Ted McKenzie
- 1970 Dick Smith
- 1969 Bill Hyndman
- 1968 Bill Hyndman
- 1967 John Kennedy
- 1966 Al Besselink
- 1965 Jerry Pisano
- 1964 Pat Schwab
- 1963 Al Besselink
- 1962 Jerry Pisano
- 1961 Dick Sleichter
- 1960 Skee Riegel
- 1959 George Fazio
- 1958 George Fazio
- 1957 Jerry Pisano
- 1956 George Fazio
- 1955 Henry Williams Jr.
- 1954 Ralph Hutchison
- 1953 George Griffin Jr.
- 1952 George Fazio
- 1951 Henry Williams Jr.
- 1950 Bud Lewis
- 1949 George Fazio
- 1948 James B. McHale Jr.
- 1947 Gene Kunes
- 1946 Matt Kowal
- 1945 Não houve torneio
- 1944 Joe Zarhardt
- 1943 Não houve torneio
- 1942 Bud Lewis
- 1941 Terl Johnson
- 1940 Ed Dudley
- 1939 Sammy Byrd
- 1938 Ted Turner
- 1937 Leonard Dodson
- 1936 Ed Dudley
- 1935 Ted Turner
- 1934 Herman Barron
- 1933 Ed Dudley
- 1932 George E. Griffin Sr.
- 1931 Clarence Hackney
- 1930 Clarence Hackney
- 1929 Ed Dudley
- 1928 Tommy Armour
- 1927 Johnny Farrell
- 1926 Emmet French
- 1925 Johnny Farrell
- 1924 Joe Kirkwood Sr.
- 1923 Clarence Hackney
- 1922 Charles Hoffner[1]
- 1921 Willie Macfarlane
- 1920 Frank T. MacNamara
- 1919 Emmet French
- 1918 Pat Doyle e Arthur Reid (houve empate)[2]
- 1917 Jim Barnes
- 1916 James Fraser
- 1915 Tom McNamara
- 1914 Tom McNamara
- 1913 John McDermott
- 1912 Gilbert Nicholls
- 1911 John McDermott
- 1910 John McDermott
- 1909 Gilbert Nicholls
- 1908 Jack Campbell
- 1907 James Campbell
- 1906 Donald Ball
- 1905 James Campbell
- 1904 Jack Campbell
- 1903 Jack Campbell